# 68. Infanterie-Division (Wehrmacht)
Die 68. Infanterie-Division (68. ID) war ein militärischer Großverband der Wehrmacht.

## Divisionsgeschichte
Einsatzgebiete:
- Südpolen: September 1939 bis November 1939
- Mosel: Dezember 1939 bis Mai 1940
- Luxemburg: Juni 1940
- Polen: Juli 1940 bis Juni 1941
- Ostfront, Südabschnitt: Juni 1941 bis Januar 1945
- Schlesien: Januar bis Mai 1945

### Aufstellung
Die 68. ID wurde Ende August 1939 als Division der 2. Aufstellungswelle als Reserve-Division durch den Infanterie-Kommandanten 3 (Guben) aufgestellt. Die Infanterie-Divisionen, welche vor der 3. Infanterie-Division kamen, erhielten drei Bataillone und das Artillerie-Regiment vier Abteilungen.

### Polenfeldzug
Ihr erster Kriegseinsatz fand von September bis November 1939 in Polen statt, wo die Division bei der Heeresgruppe Süd, dem VII. Armeekorps zugewiesen, zur Verfügung kommandiert war. Für den Westfeldzug wurde sie ab Dezember 1939 der 16. Armee bei der Heeresgruppe A unterstellt und in ihren Bereitstellungsraum an die Mosel verlegt. Ende Februar 1940 wurde das II. Bataillon des Infanterie-Regiments 169 als II. Bataillon des Infanterie-Regiments 510 an die 293. Infanterie-Division abgegeben und für die 68. Infanterie-Division ersetzt. Mitte Oktober 1940 musste sie 25 % ihrer Bestandes (Stab des Infanterie-Regiments 196 und die drei I. Bataillone der Infanterie-Regimenter) an die 340. Infanterie-Division abtreten. Diese wurden wieder aus Divisionsbeständen ersetzt.
Die Division war bereits im Juli 1941 nach Polen verlegt worden.

### Unternehmen Barbarossa
Ab Juni 1941, nun wieder bei der Heeresgruppe Süd, nahm die 68. ID im Rahmen des Unternehmens Barbarossa am Überfall auf die Sowjetunion teil. Im Juli 1941 erreichte die Division Tscherkassy im Zentrum der Ukraine und wurde hier zur Verfügung des OKH gestellt. Im Monat darauf kam sie erst zur 6. Armee und dann zur 17. Armee, mit welcher die Division im Oktober nach Poltawa vorrückte.

### Kriegsverbrechen in Poltawa
Mitte November 1941 wurde der Kommandeur der Division, Georg Braun, mit Teilen seines Stabes bei der Explosion einer sowjetischen Objektmine F-10 im Divisionshauptquartier tödlich verletzt. Als Reaktion auf diese dem Widerstand zugeschriebene Tat wurden über 1.000 Personen festgenommen und z. T. als „Sühnemaßnahme“ anschließend ermordet.
Im November/Dezember 1941, nun wieder bei der 6. Armee, stand die Division bei Charkow, ging dann zum Jahreswechsel zurück zur 17. Armee und verlegte während der Kämpfe bei der Barwenkowo-Losowajaer Operation nach Isjum am Donez. Dort wechselte die Unterstellung, um dann letztendlich im Juli 1942 bei der 1. Panzerarmee zu stehen. Weitere Änderungen der Gliederung wurden durchgeführt. Anfang Mai 1942 wurde erst das III. Bataillon des Infanterie-Regiments 169, dann Mitte Juni 1942 das II. Bataillon des gleichen Regiments und anschließend noch Anfang Juli 1944 das II. Bataillon des Infanterie-Regiments 188 aufgelöst. Erst am 1. April 1943 wurden die Bataillone des Infanterie-Regiments 169 durch die Auflösung des Grenadier-Regiments 188 ersetzt. Zeitgleich erfolgte die Aufstellung eines neuen Grenadier-Regiments 188, welches aus dem seit Mitte Januar 1943 bestehenden Alarm-Regiment 1 (von Künsberg) der 2. Armee gebildet wurde. Die Division wechselte anschließend in die Heeresgruppe B und wurde der 2. Armee zugeteilt, zuletzt beim VII. Armeekorps. Der Einsatzort war bis Februar 1943 dann in Woronesch. Von März bis Juli 1943 war die Division weiterhin bei der 2. Armee, aber nun in der Heeresgruppe Mitte, und kam um Kursk zum Einsatz. Zurück bei der Heeresgruppe Süd und der 4. Panzerarmee unterstellt, kam die Division von Kiew bis November 1943 nach Shitomir bis Januar 1944. Im November 1943 hatte die Division beim XIII. Armeekorps bei der Schlacht um Kiew gekämpft. Die Division wurde Anfang November 1943 zu einer Infanterie-Division neuer Art umgestellt, wodurch die Grenadier-Regimenter auf zwei Bataillone reduziert wurden.

### Auffrischung 1944
Im Februar/März 1944 folgte auf dem Truppenübungsplatz Demba eine Auffrischung der Division. Hierbei wurde das aufgelöste II. Bataillon des Infanterie-Regiments 168 durch die Reserve-Artillerie-Abteilung 11 der 141. Reserve-Division ersetzt.

### Rückkehr an die Ostfront
Nach der Auffrischung kam sie bei der Heeresgruppe Nordukraine von März 1944 bis September 1944 zur 1. Panzerarmee; im Mai und Juli 1944 zur 1. ungarischen Armee; und kämpfte bei Kowel, Lemberg und den Beskiden. Im März 1944 wurde die Division mit der 1. Panzerarmee im Kessel von Kamenez-Podolski eingeschlossen, konnte aber einen Monat später auf dem Kessel ausbrechen. In den Beskiden blieb die Division bis Dezember 1944 bei der 1. Panzerarmee, aber bei der Heeresgruppe A. In der Heeresgruppe A wechselte die Unterstellung unter die 4. Panzerarmee in das Gebiet um Baranow. Mitte Januar 1945 war die Division Teil der Weichsel-Oder-Operation. Ab Februar 1945 nun wieder bei der 1. Panzerarmee bei der Heeresgruppe Mitte, war die Division dann während der Niederschlesischen Operation in Oberschlesien, ab April in Mähren.

### Kapitulation
Diese Division kapitulierte vor der Roten Armee im Mai 1945 in Jägerndorf im Sudetenland.

## Personen

### Kommandeure
| Dienstzeit                              | Dienstgrad                          | Name              |
| --------------------------------------- | ----------------------------------- | ----------------- |
| 1. September 1939 bis 14. November 1941 | Oberst/Generalmajor                 | Georg Braun       |
| 16. November 1941 bis 24. Januar 1943   | Generalmajor/Generalleutnant        | Robert Meißner    |
| 24. Januar bis 25. Oktober 1943         | Oberst/Generalmajor/Generalleutnant | Hans Schmidt      |
| 25. Oktober 1943 bis 8. Mai 1945        | Oberst/Generalmajor/Generalleutnant | Paul Scheuerpflug |

### Bekannte Divisionsangehörige
- Heinz Kokott (1900–1976): von 1939 bis Dezember 1941 Kommandeur des II. Bataillons des Infanterie-Regiments 196
- Gerhard Wessel (1913–2002): von 1939 bis Januar 1941 u. a. Regimentsadjutant und Ordonnanzoffizier
- Friedrich Altrichter (1890–1948): war nach Beginn des Zweiten Weltkrieges bis Januar 1940 Kommandeur des Infanterie-Regiments 188
- Erich Diestel (1892–1973): von Mitte Januar 1940 bis Mitte April 1942 Kommandeur des Infanterie-Regiments 188
- Wolf Ewert (1905–1994): ab 1940 Kommandeur eines Bataillons des Infanterie-Regiments 196, von Dezember 1942 bis Februar 1944 Kommandeur des Infanterie-Regiments 196
- Joachim Schwatlo-Gesterding (1903–1975): 1942 Erster Generalstabsoffizier (Ia)
- Hans Rempel (1909–1990): diente im 1. Schwadron der Aufklärungs-Abteilung 168

## Gliederung
| 1939 | 1942                                                                 | 1943–1945                                                            |
| --- | -------------------------------------------------------------------- | -------------------------------------------------------------------- |
| Infanterie-Regiment 169 (Frankfurt (Oder)) Infanterie-Regiment 188 (Guben) Infanterie-Regiment 196 (Küstrin) | Grenadier-Regiment 169 Grenadier-Regiment 188 Grenadier-Regiment 196 | Grenadier-Regiment 169 Grenadier-Regiment 188 Grenadier-Regiment 196 |
| | Aufklärungs-Abteilung 168                                            | Füsilier-Bataillon 68                                                |
| Artillerie-Regiment 168                                                                                      |                                                                      |                                                                      |
| Panzerjäger-Abteilung 168                                                                                    |                                                                      |                                                                      |
| Pionier-Bataillon 168                                                                                        |                                                                      |                                                                      |
| Nachrichten-Abteilung 168                                                                                    |                                                                      |                                                                      |
| Versorgungseinheiten 168                                                                                     |                                                                      |                                                                      |
| | --                                                                   | Feldersatz-Bataillon 168                                             |